# 31582 Miraeparker
31582 Miraeparker este un asteroid din centura principală de asteroizi.

## Descriere
31582 Miraeparker este un asteroid din centura principală de asteroizi. A fost descoperit pe 19 martie 1999 la Socorro, New Mexico, în cadrul proiectului LINEAR. Asteroidul prezintă o orbită caracterizată de o semiaxă mare de 2,62 ua, o excentricitate de 0,11 și o înclinație de 3,2° în raport cu ecliptica.